# The Time-Lock Safe
The Time-Lock Safe è un cortometraggio muto del 1910 diretto da Harry Solter. Prodotto e distribuito dalla Independent Moving Pictures, fu interpretato da Florence Lawrence, King Baggot e Owen Moore.

## Produzione
Il film fu prodotto dall'Independent Moving Pictures Co. of America (IMP)

## Distribuzione
Il film - un cortometraggio in una bobina - uscì nelle sale statunitensi il 17 marzo 1910, distribuito dall'Independent Moving Pictures Co. of America (IMP). Copia del film viene conservata negli archivi dell'UCLA Film and Television Archive.